# Game Developers Choice Award para Jogo do Ano
O Game Developers Choice Award para Jogo do Ano, também conhecido como Jogo do Ano da GDCA, é um dos principais prêmios de videogame apresentado na Game Developers Conference (GDC), o maior encontro anual de desenvolvedores profissionais de videogames. A conferência, normalmente realizada em março ou em torno de San Francisco, apresenta o prêmio como parte do Game Developers Choice Awards (GDCA), uma série de prêmios que homenageiam proezas marcantes de designs de videogames pelos jogos lançados durante o ano anterior. 
Estabelecido em 2001, o prêmio é considerado o prêmio mais prestigiado da indústria de jogos digitais, já que os vencedores são selecionados por votos dos próprios desenvolvedores de jogos . 
Aapenas quatro estúdios ganharam o prêmio mais de uma vez: 
- Valve Corporation, para Half-Life 2 (2004) e Portal (2007)
- Bethesda Game Studios, para Fallout 3 (2008) e The Elder Scrolls V: Skyrim (2011)
- Naughty Dog, para Uncharted 2: Among Thieves (2009) e The Last of Us (2013)
- Rockstar Games, para Grand Theft Auto III (2001) e Red Dead Redemption (2010)

A partir do 18º GDC realizado em 2018, os desenvolvedores com três ou mais indicações na categoria incluem Nintendo EPD (8), BioWare (5), Bethesda Game Studios (4), Rockstar North (4), Ubisoft Montreal (4), FromSoftware. (3), Lionhead Studios (3), Blizzard Entertainment (3), Naughty Dog (3) e Valve Corporation (3). 
A editora de videogames mais bem-sucedida até hoje é a Sony Interactive Entertainment com 13 indicações e 4 vitórias, seguida pela Nintendo (11 indicações, 1 vitória), Electronic Arts (8 indicações e 1 vitória) e Rockstar Games (7 indicações e 2 vitórias). A categoria de jogos independentes já teve 4 vencedores: Journey (publicado pela Sony Interactive Entertainment) em 2012, Untitled Goose Game em 2019, Hades em 2020 e Inscryption em 2021.

## Lista de vencedores

### Década de 2000
Nota: a Partir de 2005 para 2007, o prêmio foi intitulada Melhor Jogo. Anos indicados representam os anos de calendário para que os prêmios foram entregues. Cerimônias são realizadas normalmente em Março do ano seguinte.
| Ano        | Jogo                                   | Desenvolvedora(s)                   | Publicadora(s)                                             | Ref.   |
| ---------- | -------------------------------------- | ----------------------------------- | ---------------------------------------------------------- | ------ |
| 2000 (1º)  | The Sims                               | Maxis                               | Electronic Arts                                            | [ 1 ]  |
| 2000 (1º)  | Deus Ex                                | Ion Storm                           | Eidos Interactive                                          | [ 1 ]  |
| 2000 (1º)  | Jet Set Radio                          | Smilebit                            | Sega                                                       | [ 1 ]  |
| 2000 (1º)  | No One Lives Forever                   | Monolith Productions                | Fox Interactive                                            | [ 1 ]  |
| 2000 (1º)  | Shenmue                                | Sega AM2                            | Sega                                                       | [ 1 ]  |
| 2001 (2º)  | Grand Theft Auto III                   | DMA Design                          | Rockstar Games                                             | [ 2 ]  |
| 2001 (2º)  | Black & White                          | Lionhead Studios                    | Electronic Arts                                            | [ 2 ]  |
| 2001 (2º)  | Halo: Combat Evolved                   | Bungie                              | Microsoft Game Studios                                     | [ 2 ]  |
| 2001 (2º)  | Ico                                    | Team Ico                            | Sony Computer Entertainment                                | [ 2 ]  |
| 2001 (2º)  | Max Payne                              | Remedy Entertainment                | Gathering of Developers / Rockstar Games                   | [ 2 ]  |
| 2002 (3º)  | Metroid Prime                          | Retro Studios                       | Nintendo                                                   | [ 3 ]  |
| 2002 (3º)  | Battlefield 1942                       | DICE                                | Electronic Arts                                            | [ 3 ]  |
| 2002 (3º)  | Grand Theft Auto: Vice City            | Rockstar North                      | Rockstar Games                                             | [ 3 ]  |
| 2002 (3º)  | Neverwinter Nights                     | BioWare                             | Atari, Inc.                                                | [ 3 ]  |
| 2002 (3º)  | Tom Clancy's Splinter Cell             | Ubisoft Montreal                    | Ubisoft                                                    | [ 3 ]  |
| 2003 (4º)  | Star Wars: Knights of the Old Republic | BioWare                             | LucasArts                                                  | [ 4 ]  |
| 2003 (4º)  | Beyond Good & Evil                     | Ubisoft Montpellier / Ubisoft Milan | Ubisoft                                                    | [ 4 ]  |
| 2003 (4º)  | Call of Duty                           | Infinity Ward                       | Activision                                                 | [ 4 ]  |
| 2003 (4º)  | Prince of Persia: The Sands of Time    | Ubisoft Montreal                    | Ubisoft                                                    | [ 4 ]  |
| 2003 (4º)  | The Legend of Zelda: The Wind Waker    | Nintendo EAD                        | Nintendo                                                   | [ 4 ]  |
| 2004 (5º)  | Half-Life 2                            | Valve Corporation                   | Valve Corporation                                          | [ 5 ]  |
| 2004 (5º)  | Burnout 3: Takedown                    | Criterion Games                     | Electronic Arts                                            | [ 5 ]  |
| 2004 (5º)  | Grand Theft Auto: San Andreas          | Rockstar North                      | Rockstar Games                                             | [ 5 ]  |
| 2004 (5º)  | Katamari Damacy                        | Namco                               | Namco                                                      | [ 5 ]  |
| 2004 (5º)  | World of Warcraft                      | Blizzard Entertainment              | Blizzard Entertainment                                     | [ 5 ]  |
| 2005 (6º)  | Shadow of the Colossus                 | Team Ico                            | Sony Computer Entertainment                                | [ 6 ]  |
| 2005 (6º)  | Animal Crossing: Wild World            | Nintendo EAD                        | Nintendo                                                   | [ 6 ]  |
| 2005 (6º)  | God of War                             | Santa Monica Studio                 | Sony Computer Entertainment                                | [ 6 ]  |
| 2005 (6º)  | Guitar Hero                            | Harmonix                            | RedOctane                                                  | [ 6 ]  |
| 2005 (6º)  | The Movies                             | Lionhead Studios                    | Activision                                                 | [ 6 ]  |
| 2006 (7º)  | Gears of War                           | Epic Games                          | Microsoft Game Studios                                     | [ 7 ]  |
| 2006 (7º)  | The Elder Scrolls IV: Oblivion         | Bethesda Game Studios               | Bethesda Softworks                                         | [ 7 ]  |
| 2006 (7º)  | The Legend of Zelda: Twilight Princess | Nintendo EAD                        | Nintendo                                                   | [ 7 ]  |
| 2006 (7º)  | Ōkami                                  | Clover Studio                       | Capcom                                                     | [ 7 ]  |
| 2006 (7º)  | Wii Sports                             | Nintendo EAD                        | Nintendo                                                   | [ 7 ]  |
| 2007 (8º)  | Portal                                 | Valve Corporation                   | Valve Corporation                                          | [ 8 ]  |
| 2007 (8º)  | BioShock                               | 2K Boston / 2K Australia            | 2K Games                                                   | [ 8 ]  |
| 2007 (8º)  | Call of Duty 4: Modern Warfare         | Infinity Ward                       | Activision                                                 | [ 8 ]  |
| 2007 (8º)  | Rock Band                              | Harmonix                            | MTV Games / Electronic Arts                                | [ 8 ]  |
| 2007 (8º)  | Super Mario Galaxy                     | Nintendo EAD Tokyo                  | Nintendo                                                   | [ 8 ]  |
| 2008 (9º)  | Fallout 3                              | Bethesda Game Studios               | Bethesda Softworks                                         | [ 9 ]  |
| 2008 (9º)  | Fable II                               | Lionhead Studios                    | Microsoft Game Studios                                     | [ 9 ]  |
| 2008 (9º)  | Grand Theft Auto IV                    | Rockstar North                      | Rockstar Games                                             | [ 9 ]  |
| 2008 (9º)  | LittleBigPlanet                        | Media Molecule                      | Sony Computer Entertainment                                | [ 9 ]  |
| 2008 (9º)  | Left 4 Dead                            | Turtle Rock Studios                 | Valve Corporation                                          | [ 9 ]  |
| 2009 (10º) | Uncharted 2: Among Thieves             | Naughty Dog                         | Sony Computer Entertainment                                | [ 10 ] |
| 2009 (10º) | Assassin's Creed II                    | Ubisoft Montreal                    | Ubisoft                                                    | [ 10 ] |
| 2009 (10º) | Batman: Arkham Asylum                  | Rocksteady Studios                  | Eidos Interactive / Warner Bros. Interactive Entertainment | [ 10 ] |
| 2009 (10º) | Demon's Souls                          | FromSoftware                        | Sony Computer Entertainment                                | [ 10 ] |
| 2009 (10º) | Dragon Age: Origins                    | BioWare                             | Electronic Arts                                            | [ 10 ] |

### Década de 2010
| Ano        | Jogo                                    | Desenvolvedora(s)      | Publicadora(s)                         | Ref.          |
| ---------- | --------------------------------------- | ---------------------- | -------------------------------------- | ------------- |
| 2010 (11º) | Red Dead Redemption                     | Rockstar San Diego     | Rockstar Games                         | [ 11 ]        |
| 2010 (11º) | Assassin's Creed: Brotherhood           | Ubisoft Montreal       | Ubisoft                                | [ 11 ]        |
| 2010 (11º) | Call of Duty: Black Ops                 | Treyarch               | Activision                             | [ 11 ]        |
| 2010 (11º) | Limbo                                   | Playdead               | Playdead                               | [ 11 ]        |
| 2010 (11º) | Mass Effect 2                           | BioWare                | Electronic Arts                        | [ 11 ]        |
| 2011 (12º) | The Elder Scrolls V: Skyrim             | Bethesda Game Studios  | Bethesda Softworks                     | [ 12 ]        |
| 2011 (12º) | Batman: Arkham City                     | Rocksteady Studios     | Warner Bros. Interactive Entertainment | [ 12 ]        |
| 2011 (12º) | Dark Souls                              | FromSoftware           | Namco Bandai Games                     | [ 12 ]        |
| 2011 (12º) | Deus Ex: Human Revolution               | Eidos Montréal         | Square Enix                            | [ 12 ]        |
| 2011 (12º) | Portal 2                                | Valve Corporation      | Valve Corporation                      | [ 12 ]        |
| 2012 (13º) | Journey                                 | Thatgamecompany        | Sony Computer Entertainment            | [ 13 ]        |
| 2012 (13º) | Dishonored                              | Arkane Studios         | Bethesda Softworks                     | [ 13 ]        |
| 2012 (13º) | Mass Effect 3                           | BioWare                | Electronic Arts                        | [ 13 ]        |
| 2012 (13º) | The Walking Dead                        | Telltale Games         | Telltale Games                         | [ 13 ]        |
| 2012 (13º) | XCOM: Enemy Unknown                     | Firaxis Games          | 2K Games                               | [ 13 ]        |
| 2013 (14º) | The Last of Us                          | Naughty Dog            | Sony Computer Entertainment            | [ 14 ]        |
| 2013 (14º) | Gone Home                               | The Fullbright Company | The Fullbright Company                 | [ 14 ]        |
| 2013 (14º) | Grand Theft Auto V                      | Rockstar North         | Rockstar Games                         | [ 14 ]        |
| 2013 (14º) | Super Mario 3D World                    | Nintendo EAD Tokyo     | Nintendo                               | [ 14 ]        |
| 2013 (14º) | Tomb Raider                             | Crystal Dynamics       | Square Enix                            | [ 14 ]        |
| 2014 (15º) | Middle-earth: Shadow of Mordor          | Monolith Productions   | Warner Bros. Interactive Entertainment | [ 15 ]        |
| 2014 (15º) | Alien: Isolation                        | Creative Assembly      | Sega                                   | [ 15 ]        |
| 2014 (15º) | Bayonetta 2                             | PlatinumGames          | Nintendo                               | [ 15 ]        |
| 2014 (15º) | Destiny                                 | Bungie                 | Activision                             | [ 15 ]        |
| 2014 (15º) | Hearthstone: Heroes of Warcraft         | Blizzard Entertainment | Blizzard Entertainment                 | [ 15 ]        |
| 2015 (16º) | The Witcher 3: Wild Hunt                | CD Projekt Red         | CD Projekt                             | [ 16 ]        |
| 2015 (16º) | Bloodborne                              | FromSoftware           | Sony Computer Entertainment            | [ 16 ]        |
| 2015 (16º) | Fallout 4                               | Bethesda Game Studios  | Bethesda Softworks                     | [ 16 ]        |
| 2015 (16º) | Metal Gear Solid V: The Phantom Pain    | Kojima Productions     | Konami                                 | [ 16 ]        |
| 2015 (16º) | Rocket League                           | Psyonix                | Psyonix                                | [ 16 ]        |
| 2016 (17º) | Overwatch                               | Blizzard Entertainment | Blizzard Entertainment                 | [ 17 ] [ 18 ] |
| 2016 (17º) | Dishonored 2                            | Arkane Studios         | Bethesda Softworks                     | [ 17 ] [ 18 ] |
| 2016 (17º) | Firewatch                               | Campo Santo            | Panic                                  | [ 17 ] [ 18 ] |
| 2016 (17º) | Inside                                  | Playdead               | Playdead                               | [ 17 ] [ 18 ] |
| 2016 (17º) | Uncharted 4: A Thief's End              | Naughty Dog            | Sony Interactive Entertainment         | [ 17 ] [ 18 ] |
| 2017 (18º) | The Legend of Zelda: Breath of the Wild | Nintendo EPD           | Nintendo                               | [ 19 ] [ 20 ] |
| 2017 (18º) | Horizon Zero Dawn                       | Guerrilla Games        | Sony Interactive Entertainment         | [ 19 ] [ 20 ] |
| 2017 (18º) | Nier: Automata                          | PlatinumGames          | Square Enix                            | [ 19 ] [ 20 ] |
| 2017 (18º) | PlayerUnknown's Battlegrounds           | PUBG Corporation       | PUBG Corporation                       | [ 19 ] [ 20 ] |
| 2017 (18º) | Super Mario Odyssey                     | Nintendo EPD           | Nintendo                               | [ 19 ] [ 20 ] |
| 2018 (19º) | God of War                              | Sony Santa Monica      | Sony Interactive Entertainment         | [ 21 ] [ 22 ] |
| 2018 (19º) | Celeste                                 | Matt Makes Games       | Matt Makes Games                       | [ 21 ] [ 22 ] |
| 2018 (19º) | Marvel's Spider-Man                     | Insomniac Games        | Sony Interactive Entertainment         | [ 21 ] [ 22 ] |
| 2018 (19º) | Red Dead Redemption 2                   | Rockstar Studios       | Rockstar Games                         | [ 21 ] [ 22 ] |
| 2018 (19º) | Return of the Obra Dinn                 | Lucas Pope             | 3909 LLC                               | [ 21 ] [ 22 ] |
| 2019 (20º) | Untitled Goose Game                     | House House            | Panic                                  | [ 23 ] [ 24 ] |
| 2019 (20º) | Death Stranding                         | Kojima Productions     | Sony Interactive Entertainment         | [ 23 ] [ 24 ] |
| 2019 (20º) | Control                                 | Remedy Entertainment   | 505 Games                              | [ 23 ] [ 24 ] |
| 2019 (20º) | Sekiro: Shadows Die Twice               | FromSoftware           | Activision                             | [ 23 ] [ 24 ] |
| 2019 (20º) | Outer Wilds                             | Mobius Digital         | Annapurna Interactive                  | [ 23 ] [ 24 ] |

### Década de 2020
| Ano        | Jogo                                      | Desenvolvedora(s)        | Publicadora(s)                 | Ref.          |
| ---------- | ----------------------------------------- | ------------------------ | ------------------------------ | ------------- |
| 2020 (21º) | Hades                                     | Supergiant Games         | Supergiant Games               | [ 25 ] [ 26 ] |
| 2020 (21º) | Animal Crossing: New Horizons             | Nintendo EPD             | Nintendo                       | [ 25 ] [ 26 ] |
| 2020 (21º) | Ghost of Tsushima                         | Sucker Punch Productions | Sony Interactive Entertainment | [ 25 ] [ 26 ] |
| 2020 (21º) | Half-Life: Alyx                           | Valve                    | Valve                          | [ 25 ] [ 26 ] |
| 2020 (21º) | The Last of Us Part II                    | Naughty Dog              | Sony Interactive Entertainment | [ 25 ] [ 26 ] |
| 2021 (22º) | Inscryption                               | Daniel Mullins Games     | Devolver Digital               | [ 27 ]        |
| 2021 (22º) | Deathloop                                 | Arkane Studios           | Bethesda Softworks             | [ 27 ]        |
| 2021 (22º) | Forza Horizon 5                           | Playground Games         | Xbox Game Studios              | [ 27 ]        |
| 2021 (22º) | It Takes Two                              | Hazelight Studios        | Electronic Arts                | [ 27 ]        |
| 2021 (22º) | Resident Evil Village                     | Capcom                   | Capcom                         | [ 27 ]        |
| 2022 (23º) | Elden Ring                                | FromSoftware             | Bandai Namco Entertainment     | [ 28 ]        |
| 2022 (23º) | God of War Ragnarök                       | Santa Monica Studio      | Sony Interactive Entertainment | [ 28 ]        |
| 2022 (23º) | Immortality                               | Sam Barlow               | Half Mermaid Productions       | [ 28 ]        |
| 2022 (23º) | Pentiment                                 | Obsidian Entertainment   | Xbox Game Studios              | [ 28 ]        |
| 2022 (23º) | Stray                                     | BlueTwelve Studio        | Annapurna Interactive          | [ 28 ]        |
| 2022 (23º) | Tunic                                     | Finji                    | Finji                          | [ 28 ]        |
| 2023 (24º) | Baldur's Gate III                         | Larian Studios           | Larian Studios                 | [ 29 ]        |
| 2023 (24º) | Cocoon                                    | Geometric Interactive    | Annapurna Interactive          | [ 29 ]        |
| 2023 (24º) | Dave the Diver                            | Mintrocket               | Mintrocket                     | [ 29 ]        |
| 2023 (24º) | Dredge                                    | Black Salt Games         | Team17                         | [ 29 ]        |
| 2023 (24º) | Marvel's Spider-Man 2                     | Insomniac Games          | Sony Interactive Entertainment | [ 29 ]        |
| 2023 (24º) | The Legend of Zelda: Tears of the Kingdom | Nintendo EPD             | Nintendo                       | [ 29 ]        |